# Dennis M. Ritchie
Dennis MacAlistair Ritchie (født 9. september 1941 i Bronxville, New York, fundet død 12. oktober 2011 i Murray Hill, New Jersey) var en amerikansk matematiker kendt som skaberen af programmeringssproget C og styresystemet UNIX.
Ritchie blev uddannet på Harvard universitetet, hvorfra han fik en ph.d. i 1968. 
Ritchie blev ansat på Bell Labs i 1967 på opfordring af sin far Alistair E. Ritchie, som var ansat på Bell Labs i mange år. Ritchie hjalp i 1969 Ken Thompson med at designe UNIX, og Ritchie og Thompson udbyggede i de følgende år systemet. I 1972 skabte Ritchie programmeringssproget C, inspireret af sproget BCPL og af Thompsons sprog B.
I sommeren 1972 forsøgte Thompson uden held at omskrive UNIX i C. Ritchie ændrede derfor C i 1973, og i sommeren 1973 omskrev de to UNIX i C. I 1970'erne arbejdede Ritchie med transportabel software; Ritchie flyttede med Steven C. Johnson UNIX til Interdata 8/32 maskinen. Dette arbejde blev helt centralt for UNIX' senere udbredelse og for moderne softwareudvikling.
I 1980'erne bidrog Ritchie til standardisering af C, og i 1990'erne var han primus motor i udvikling af styresystemerne Plan 9 og Inferno.
Thompson og Ritchie modtog i 1983 Turing Award "for deres udvikling af styresystemteori og for dennes implementering i UNIX-styresystemet" (engelsk: "for their development of generic operating systems theory and specifically for the implementation of the UNIX operating system").
I C- og UNIX-miljøet (f.eks. på usenet) omtales Ritchie ofte som "DMR", og han var "R" i K&R. I perioden 2004 til 2007 var Ritchie ansat hos Lucent Technologies som leder af Lucent Technologies' System Software Research. Efter 2007 var han stadig aktiv som konsulent for Lucent Technologies.